# Gaussaster antarcticus
Gaussaster antarcticus är en sjöstjärneart som först beskrevs av Percy Sladen 1889.  Gaussaster antarcticus ingår i släktet Gaussaster och familjen nålsjöstjärnor. Inga underarter finns listade i Catalogue of Life.